# Kōhoku-ku (Yokohama)
Kōhoku-ku (港北区?) es uno de los 18 distritos administrativos que conforman la ciudad de Yokohama, la capital de la prefectura de Kanagawa, Japón. Tenía una población estimada de 356 368 habitantes el 1 de septiembre de 2020 y una densidad de población de 11 349 personas por km². Es el barrio más poblado de Yokohama.

## Geografía
Kōhoku-ku está localizado en la parte oriental de la prefectura de Kanagawa, y en la frontera noreste de la ciudad de Yokohama. Limita con los barrios de Kanagawa, Midori y Tsuzuki, así como con la ciudad de Kawasaki.

## Demografía
Según los datos del censo japonés, la población de Kōhoku-ku ha crecido fuertemente en los últimos 40 años.
| 265,506                                    | 280,670 | 305,774 | 279,333 | 294,305 | 311,722 | 329,471 | 344,172 | 351,111 | 353,201 |
| (Fuente: Oficina de Estadísticas de Japón) |         |         |         |         |         |         |         |         |         |